# Kansas City (Kansas)
Kansas City – miasto w Stanach Zjednoczonych, na wschodnim skraju stanu Kansas, ośrodek administracyjny hrabstwa Wyandotte, położone nad ujściem rzeki Kansas do Missouri. Wraz z sąsiednim miastem o tej samej nazwie w stanie Missouri tworzy trzon obszaru metropolitalnego Kansas City. Trzecie co do wielkości miasto stanu Kansas, w 2019 roku liczyło 152 960 mieszkańców.
Kansas City założono w 1868 roku. W mieście rozwinął się przemysł spożywczy, chemiczny, papierniczy oraz samochodowy.

## Miasta partnerskie
- Linz
- Karlovac
- Uruapan
- Metz